# Grantia stylata
Grantia stylata är en svampdjursart som beskrevs av Hozawa 1929. Grantia stylata ingår i släktet Grantia och familjen Grantiidae.
Artens utbredningsområde är havet kring Japan. Inga underarter finns listade i Catalogue of Life.